# Heteroclitopus remipes
Heteroclitopus remipes är en skalbaggsart som beskrevs av Louis Albert Péringuey 1901. Heteroclitopus remipes ingår i släktet Heteroclitopus och familjen bladhorningar. Inga underarter finns listade i Catalogue of Life.